# 欧防风

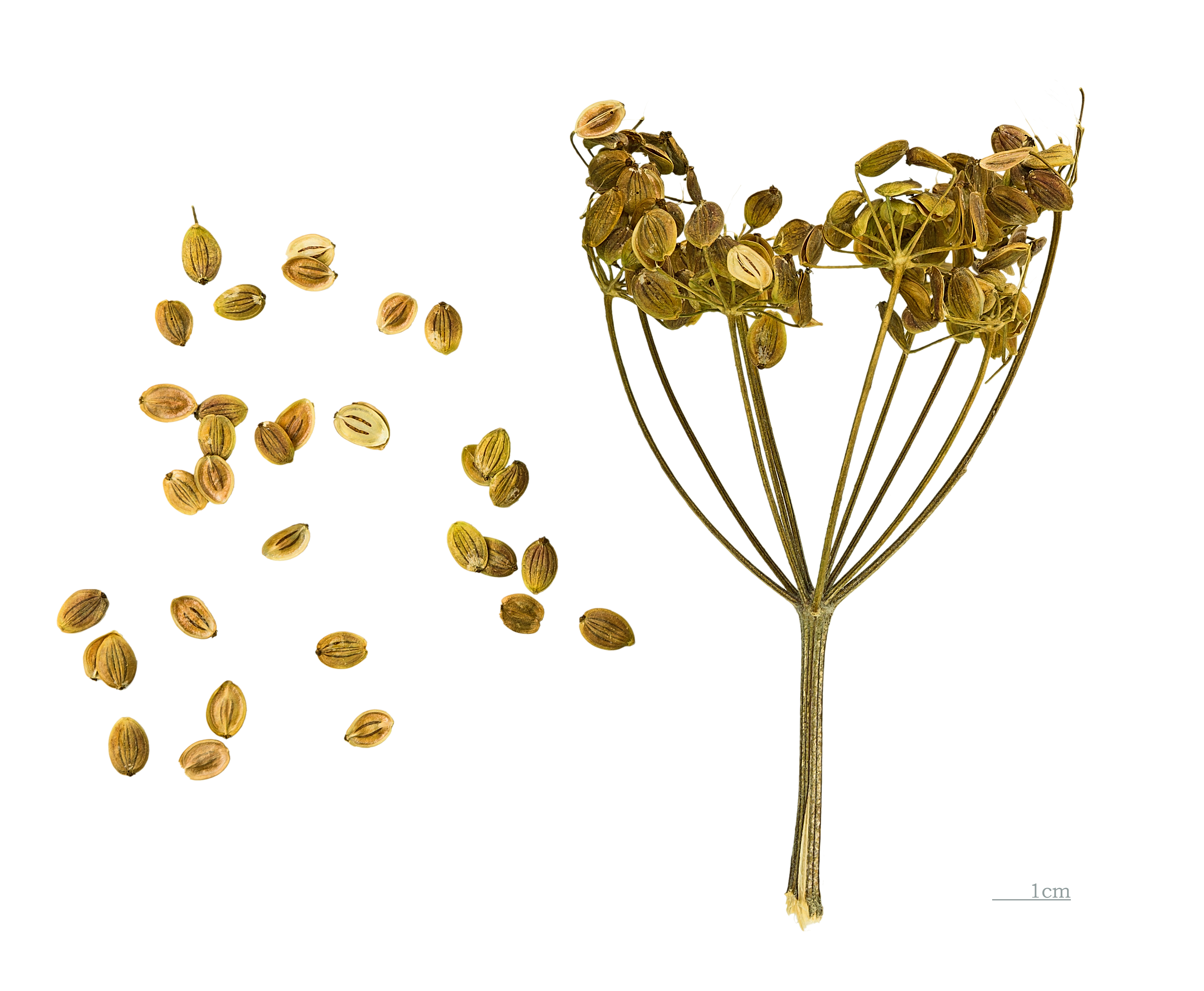
Pastinaca sativa

欧防风（学名：Pastinaca sativa）为伞形科欧防风属的植物，分布在欧洲等地，目前已由人工引种栽培。

## 簡介
欧洲防风，民间俗称“芹菜萝卜”，又稱防風草、美洲防风、欧防风、欧洲萝卜、蒲芹萝卜、欧独活或白甘筍。
欧洲防风的历史十分悠久，在古希腊和古罗马时代已有栽培。欧美国家有食用欧防风的传统习惯。中国引入欧洲防风已有百年的历史，但种植面积却很小。
欧洲防风的白色肉质根肥大突出，这也是它主要的食用部位。从大小、形状和风味来看，它与胡萝卜差不多。不过欧洲防风比胡萝卜的水分少，口感更沙一些。
欧洲防风营养极为丰富，碳水化合物含量很高，营养与马铃薯类似。与胡萝卜相比，欧洲防风在干物质含量上占上风。最特别的一点，欧洲防风胡萝卜素含量很少，但含钾尤其丰富。
欧洲防风的食用方法很随意，去掉外皮后，鲜嫩的肉质根可以切条、切丝、切片、蘸酱或沙拉生食，当然也可以放在烤箱里烤或用微波烹调，其肉质不沙却甜得多，別具风味。欧防风含有丰富的淀粉，用其煮出的汤浓稠美味。除此之外，欧洲防风还可以焖煨、水煮、烧烤、榨泥糊或糖渍，甚至可以酿成酒，供人品尝。
欧洲防风的耐寒力很强，喜冷凉，其生长期适宜温度为20℃至25℃。冬季在田间能安全越冬，就算是在零度以下地上部分冻死，翌年早春其根部又能萌芽生长。不仅如此，它还有较强的耐高温能力，平均气温28℃仍能旺盛生长。欧洲防风适宜土层深厚、排水良好、肥沃的砂壤土。需磷质肥较多，氮、磷、钾之比例为1：3：1。春季、秋季露地栽培、高山地区夏季栽培、冬季温室栽培均可。
在歐美，由於歐防風比較粗生，所以在玉米未普及之前，主要用來製作豬隻的飼料。